# (36998) 2000 TC21
2000 TC21 (asteroide 36998) é um asteroide da cintura principal. Possui uma excentricidade de 0.02139030 e uma inclinação de 10.86865º.
Este asteroide foi descoberto no dia 1 de outubro de 2000 por LINEAR em Socorro.